# خرافة

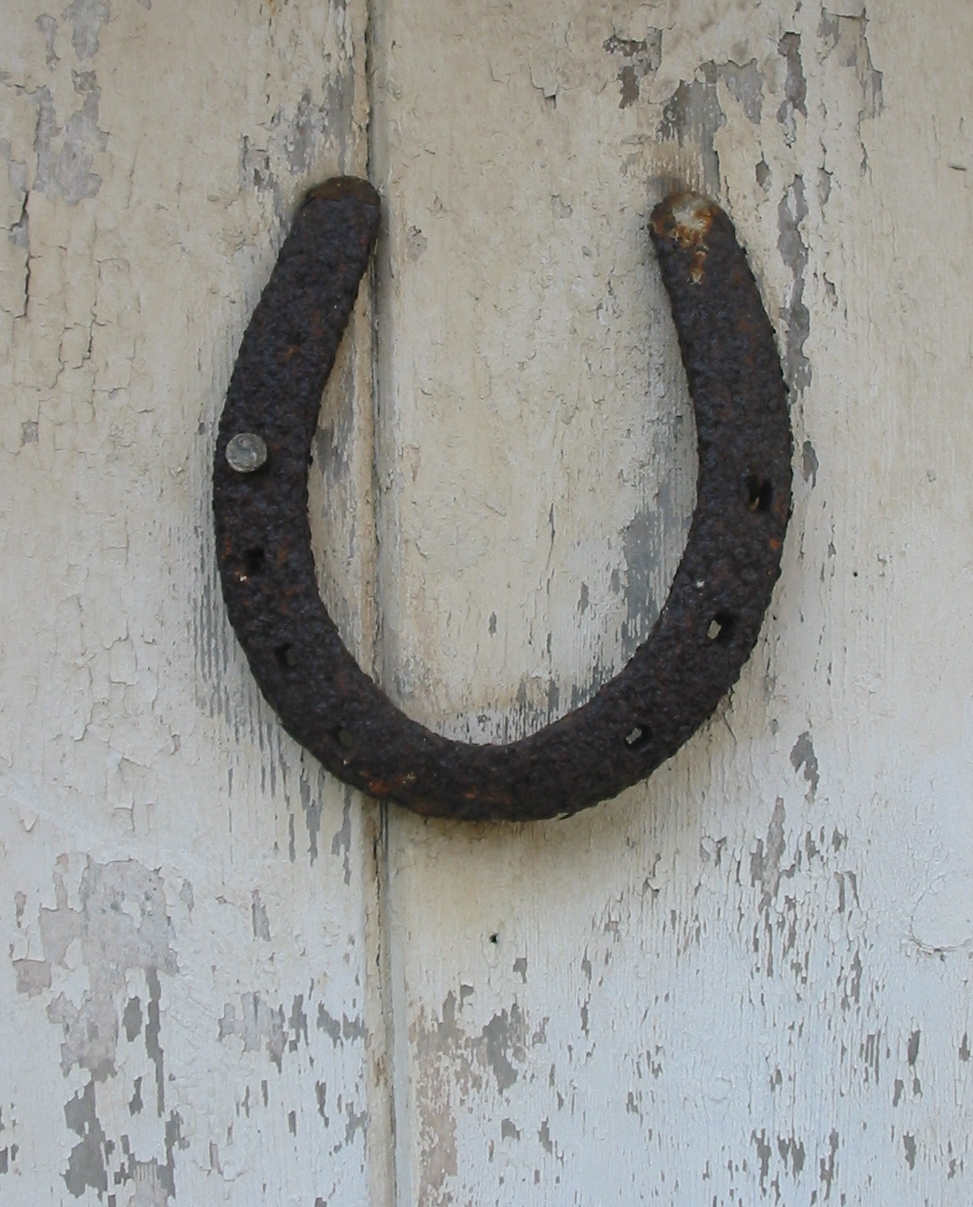
إن تعليق حدوة الحصان باتجاه الأعلى في مداخل البيوت من الخرافات الشائعة

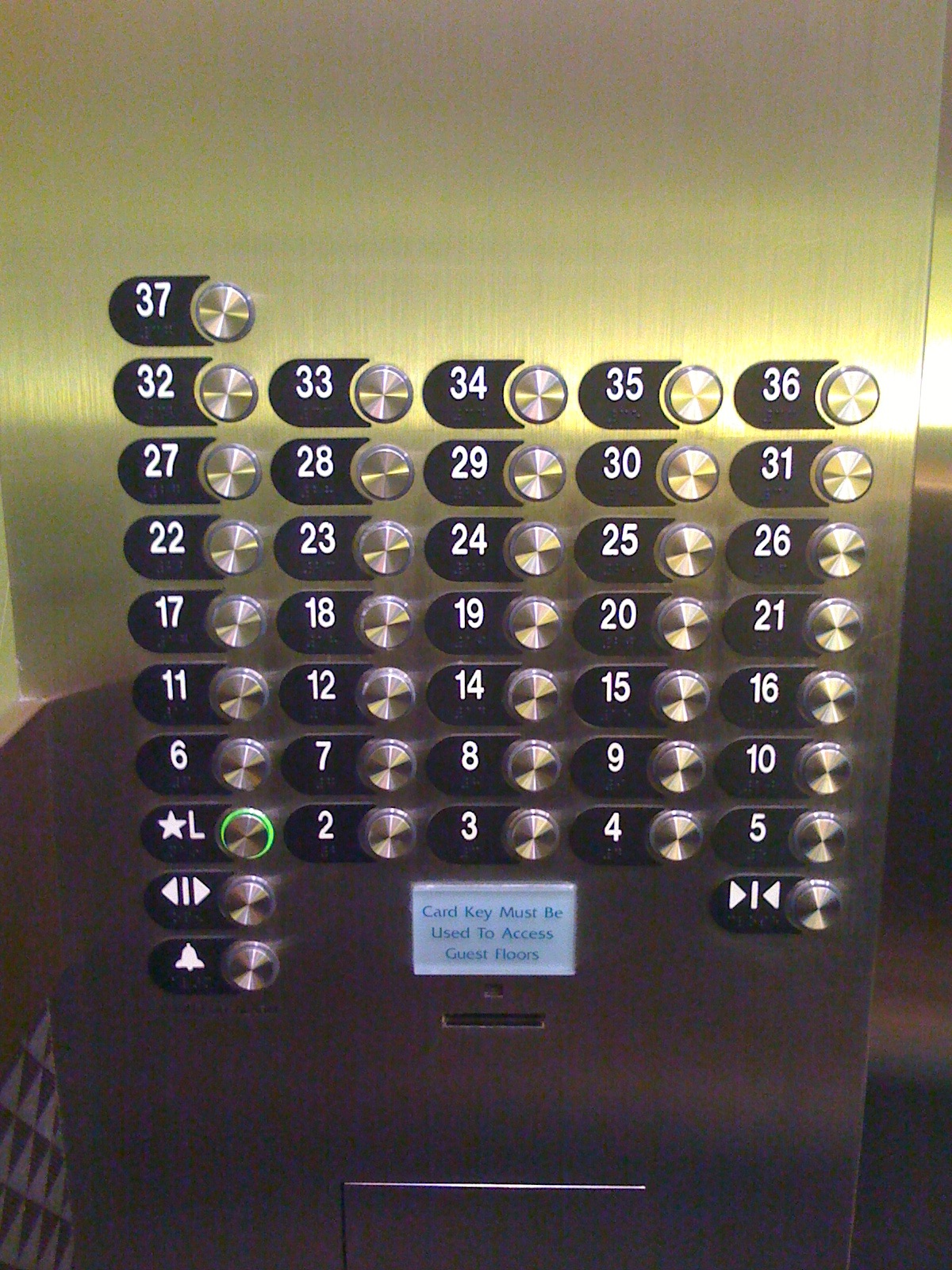
حذف الرقم 13 من مجموعة أزرار المصعد. في الخرافات الغربية يعتبر الرقم 13 جالباً لسوء الحظ

الخرافة هي الاعتقاد أو الفكرة القائمة على مجرد تخيلات دون وجود سبب عقلي أو منطقي مبني على العلم والمعرفة. ترتبط الخرافات بفلكلور الشعوب، إذ عادة ما تمثل إرثًا تاريخيًا تتناقله الأجيال، وهو معتقد لا عقلاني أو ممارسة لا عقلانية. الخرافات قد تكون دينية، وقد تكون ثقافية أو اجتماعية، وقد تكون شخصية.
من الخرافات الثقافية أو الاجتماعية إيمان كثير من الناس بأن الخرزة الزرقاء تدفع الشر وبأن حدوة الفرس مجلبة للخير، وتطُّيرهم بالغراب وما إليه، وتشاؤمهم من الرقم 13 وأخيراً فإن بعض الأفراد يصنعون خرافاتهم بأنفسهم، في كثير من الأحيان. فقد يشتري المرء ورقة يانصيب منتهية برقم معين فيكسب إحدى الجوائز الكبرى، فلا يكون منه إلا أن يعتقد أن هذا الرقم هو رقمه الميمون فهو لا يشتري بعدُ إلا الأوراق التي تنتهي به. وقد تحل بامرئ كارثة في يوم بعينه من أيام الأسبوع، فلا يكون منه إلا أن ينزع إلى الاعتقاد بأن هذا اليوم يوم شؤم بالنسبة إليه فهو أبداً في خوف من أن تحلّ به فيه، على تعاقب الأيام، كارثة جديدة، وهكذا.

## الأصل اللغوي
استعملت كلمة الخرافة لأول مرة في اللغة الإنجليزية في القرن الخامس عشر، مستعارة من الفرنسية المرتبطة أيضا باللاتينية.
وفي اللغة العربية وردت الكلمة حسب لسان العرب لابن منظور:
خرافة: رجل من بني عذرة، غاب عن قبيلته زمناً ثم عاد فزعم أنَّ الجن استهوته وأنه رأى أعاجيب جعل يقصها عليهم، فأكثر، فقالوا في الحديث المكذوب (حديث خرافة) وقالوا فيه (أكذب من خرافة) حتى سمى الحريري الكذب خرافة، فقال في المقامة الرابعة: (فأعجبوا بخرافته وتعوذوا من آفته).
كما ورد ذلك في العباب الزاخر وغيرها من المعاجم.

## الخرافة الأخلاقية

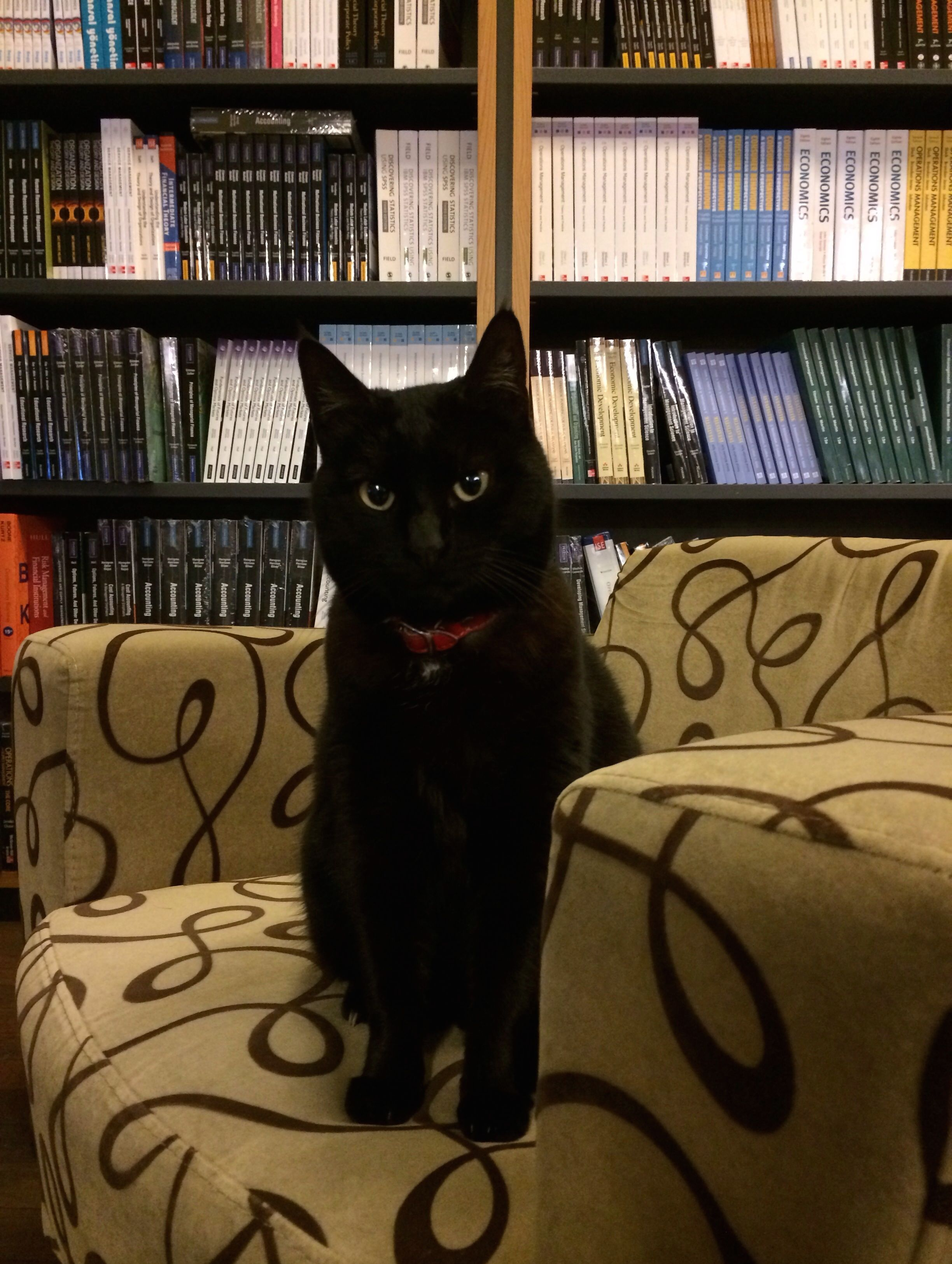
هُناك خرافات كثيرةٌ جدًا حول القطة السوداء، وتختلف هذه الخرافات باختلاف الإرث التاريخي للشعوب، فبعضها مثلًا يعتبرها شكلًا من أشكال الحظ، والبعض الآخر ينظر إليها بشكلٍ عكسي.

هي نوع أدبي يقصد به قصة خيالية الغرض منها الوصول لحقيقة مفيدة ومثيرة. كثير ما يأتي هذ النوع على ألسنة الحيوانات.

## بعض الخرافات
- يعد الاعتقاد بأن الخرزة الزرقاء ترد عيون الحساد من أكثر الخرافات انتشارًا في المنطقة العربية.
- تقول إحدى الخرافات أن تعليق حدوة الحصان على مدخل البيت يجلب الحظ ويبعد الشر.
- التشاؤم من الرقم 13 خرافة منتشرة بشكل واسع في الفلكلور الغربي.
- في بلاد الشام، تقوم العروس بلصق قطعة من الطين على مدخل بيت الزوجية، فإن التصقت كان فألًا حسنا، وإلا فهو سيئ.
- حرق الشعير يبعد الحسد عن الناس.أو انه عندما يكون الشخص «محسود» يحرق له الشعير لا زالة الحسد عن الشخص.